# Panasonic Stadium Suita
Panasonic Stadium Suita (パナソニックスタジアム吹田) anteriormente conhecido como Estádio de Futebol da Cidade de Suita é um estádio localizado na cidade de Suita, Osaka, Japão. Ele tem uma capacidade de 39,694.
O estádio é a casa do Gamba Osaka, clube que disputa a Campeonato Japonês de Futebol. Desde 2016 substituiu o Estádio Osaka Expo '70, que tinha sido a sua principal do estádio, entre 1980 e 2015.
Foi construído entre 2013 e 2016 e a grana investida na construção veio de um misto de investimento privado da Panasonic e doações dos torcedores do Gamba Osaka
Em 9 de junho de 2016, foi anunciado como sede do Mundial de Clubes da FIFA Japão 2016. Foi o segundo estádio da área a ser sede de uma competição internacional, atrás só do Estádio Nagai.
Em 2018, o estádio é rebatizado como Estádio Panasonic Suita por motivos comerciais.

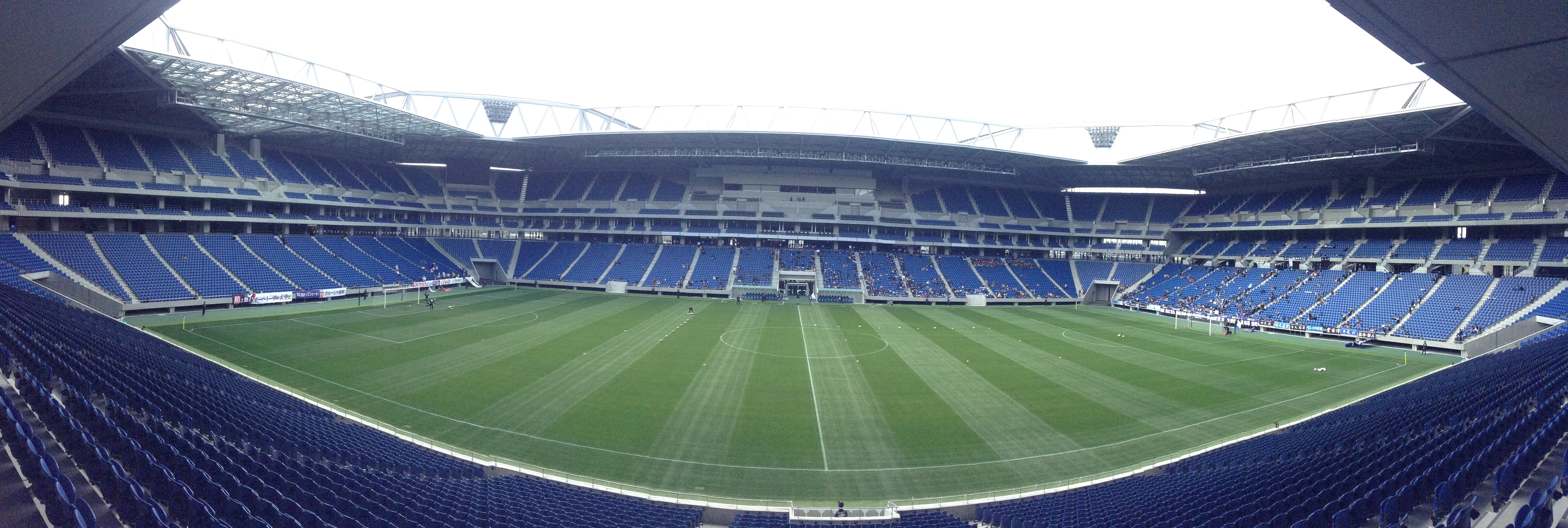
Panorâmica dentro do estádio.